# سیل ۱۳۹۶ شمال غرب ایران
سیل ۱۳۹۶ شمال غرب ایران سیل بزرگی است که در روز جمعه ۲۵ فروردین ۱۳۹۶ در منطقه شمال غرب ایران رخ داد. بر اساس اعلام سازمان هواشناسی بارش متوسط در حدود ۴۰ میلی‌متر بوده که طی ۱۵ سال قبل از آن بی‌سابقه گزارش شده‌است. تعداد جان باختگان این حادثه ۴۸ نفر اعلام گردید و بیشترین تلفات و مفقودی‌های این سیل از شهرستان‌های عجب‌شیر و آذرشهر گزارش شده‌است.

## مناطق متأثر از سیل
طبق گزارش‌های رسمی، استان‌های آسیب‌دیده از این سیل ۵ استان شامل آذربایجان شرقی و غربی، اردبیل، کردستان، زنجان و مازندران و شهرستان‌های آسیب‌دیده، ۱۸ شهرستان شامل مراغه، بناب ،چاراویماق، هریس، بستان‌آباد، ورزقان، شبستر، تبریز، عجب‌شیر، آذرشهر، ملکان، سراب، ارومیه، اشنویه، نقده، پیرانشهر، سقز و زنجان بوده‌اند.

## علت
سیل به دنبال بارش سنگین باران به مدت حدود یک روز به وقوع پیوست. بیشترین بارش در حدود ۴۷٫۵ میلیمتر در خسروشاه به وقوع پیوسته بود. بارش شدید باران در برخی مناطق به همراه وزش بادهای شدید بود، در بستان‌آباد سرعت وزش باد ۹۰ کیلومتر بر ساعت گزارش شده بود. در اثر بارش‌های بی‌سابقه، تعدادی از رودخانه‌ها در استان‌های آذربایجان طغیان کردند. همچنین تعدادی از جاده‌های ارتباطی مسدود شده و چند پل نیز تخریب شدند. چند روستای در معرض سیل نیز تخلیه شدند.

## پیامدها

### حادثه پل غله‌زار
در آذرشهر، چند خودرو در جاده ورودی روستای پل غله‌زار در نزدیکی پل سئل‌چایی، در جاده ۲۱، با آمدن موجی از سیل، گرفتار سیل شده و پس از مدتی به همراه سرنشینان‌شان توسط جریان سیل برده شدند. بر خلاف مقامات رسمی که ادعا نمودند این خودروها برای تماشای سیل و گرفتن عکس وارد بستر رودخانه شده بوند، شاهدان عینی و افراد محلی اظهار کردند که ورودی روستا در مسیر سیلاب قرار داشته و تا دقایقی قبل از وقوع سیل رفت‌وآمد به این روستا از همین مسیر انجام می‌شد و مسولان امر در مسدود کردن این راه ارتباطی کوتاهی نموده‌بودند. به دنبال وقوع سیل، چندین دستگاه از خودروهای عبوری به ناگاه با موج جدیدی از سیل گرفتار شدند.

### حادثه روستای چنار
پرتلفات‌ترین حادثه سیل شمالغرب ایران در روستای چنار اتفاق افتاد که در طی آن ۲۱ نفر از مردم روستا در غافلگیری کامل قربانی سیل شدند. جسد ۱۷ نفر از قربانیان در روزهای بعد پیدا شد. مردم و مسولان این روستا بر خلاف ادعای مسولان استان آذربایجان شرقی مبنی بر خبر رسانی برای تخلیه از بی اطلاعی خود از وقوع سیل خبر داده‌اند.

### تلفات
در اثر این سیل بیش از۴۴ نفر جان خود را از دست دادند. تعداد قربانیان در استان آذربایجان شرقی در مجموع ۴۲ نفر بودند که از این تعداد ۲۲ نفر در آذرشهر و ۲۰ نفر در روستای چنار عجب‌شیر دچار حادثه شدند. در شهرستان اشنویه آذربایجان غربی یک نوجوان، جان خود را بر اثر سیل از دست داد. یک تن نیز در یکی از روستاهای تابع بانه به دلیل جاری شدن سیل جان خود را از دست داده و چهار نفر نیز در پی رانش زمین در پارک کوثر سقز جان خود را از دست دادند.

### خسارات
بر اساس برآوردها این سیل در استان آذربایجان شرقی، ۲۹۵ میلیارد تومان خسارت به بار آورد که از این میزان در بخش راه‌ها ۲۵ میلیارد تومان، در کشاورزی حدود ۲۵۰ میلیارد تومان و در بخش مسکن حدود ۲۰ میلیارد تومان برآورد خسارت شده‌است. در استان اردبیل نیز ۱۴ میلیارد تومان خسارت وارد شد. در سه استان آذربایجان غربی، شرقی و اردبیل بر اساس آمارهای اعلام شده ۴۶۸ میلیارد تومان خسارت به حوزه کشاورزی، باغی، دامی و پرورش ماهی بر اثر سیل اخیر وارد شده‌است و این در حالی است که به‌طور کلی ۵۵ درصد خسارت متعلق به آذربایجان شرقی ۴۰ درصد خسارت متعلق به آذربایجان غربی و ۵ درصد نیز متعلق به استان اردبیل است.

### عزای عمومی در استان آذربایجان شرقی
در پی حوادث مرگبار ناشی از این سیل، در آذربایجان شرقی که بیشترین قربانیان از این استان بودند، استانداری آذربایجان شرقی یک روز عزای عمومی در سراسر این استان اعلام شد.

### افزایش سطح آب دریاچه ارومیه
پیش‌بینی شده‌است در نتیجه وقوع این سیل که باعث افزایش آب روان از حوزه آبریز دریاچه ارومیه شده‌است، سطح آب این دریاچه تا ۱۲ سانتی‌متر افزایش یابد. بارش‌های چند روز منتهی به جاری شدن سیل، باعث شد تا به میزان تخمینی ۸۰ میلیون متر مکعب آب وارد این دریاچه در معرض خشکیدن شود.